# یادویخنا
یادویخنا (به لاتین: Jadwichna) یک روستا در لهستان است که در گمینا پنچنگو واقع شده‌است.